# Thanh Xuân, Như Xuân
Thanh Xuân là một xã thuộc huyện Như Xuân, tỉnh Thanh Hóa, Việt Nam.
Xã có diện tích 36,08 km², dân số năm 1999 là 2088 người, mật độ dân số đạt 58 người/km².